# Britta Jürgs

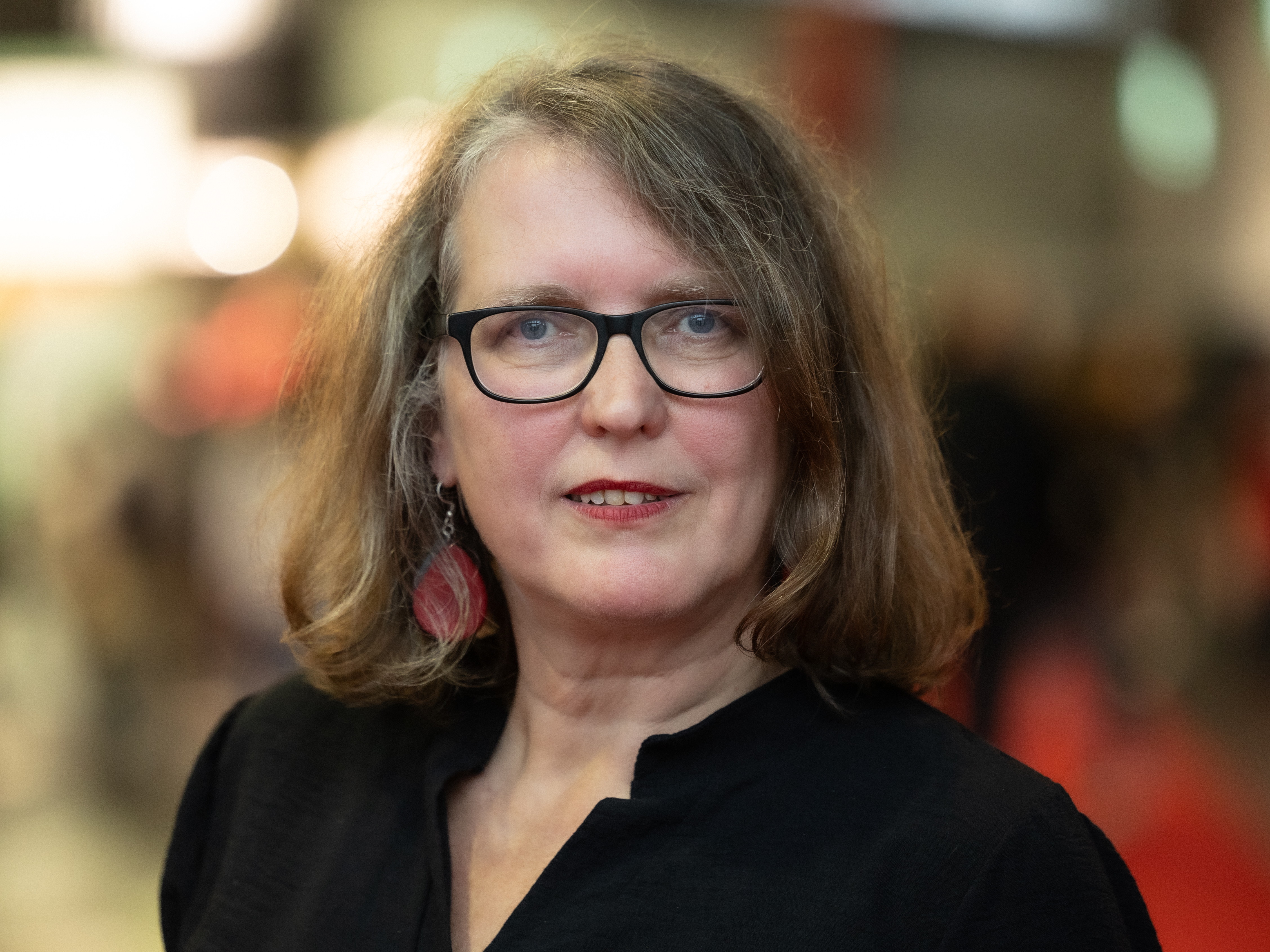
Britta Jürgs auf der Frankfurter Buchmesse 2024

Britta Jürgs (* 18. Januar 1965 in Frankfurt am Main) ist eine deutsche Verlegerin, Herausgeberin und Redakteurin.

## Beruflicher Werdegang
Britta Jürgs studierte Germanistik, Romanistik und Kunstgeschichte in Frankfurt am Main, Paris und Berlin. 1997 gründete sie den AvivA Verlag. Über diesen wirkt sie als Herausgeberin von Büchern insbesondere zu Frauen in der Kunst- und Literaturgeschichte. Zudem schreibt sie als Redakteurin der Zeitschrift Virginia Frauenbuchkritik.
Von 2015 bis 2021 leitete Jürgs als Vorsitzende die Kurt Wolff Stiftung.

## Auszeichnungen
2011 wurde Britta Jürgs auf der Frankfurter Buchmesse als „BücherFrau des Jahres“ ausgezeichnet. 2021 wurde ihr die Rahel-Varnhagen-von-Ense-Medaille der Stiftung Preußische Seehandlung zuerkannt.

## Schriften (Auswahl)
- Britta Jürgs (Hrsg.): Denn da ist nichts mehr, wie es die Natur gewollt. Portraits von Künstlerinnen und Schriftstellerinnen um 1900. Grambin; Berlin: AvivA Verlag, 2001, ISBN 978-3-932338-13-7
- Britta Jürgs (Hrsg.): Etwas Wasser in der Seife. Portraits dadaistischer Künstlerinnen und Schriftstellerinnen. Grambin; Berlin: AvivA Verlag, 1999, ISBN 978-3-932338-06-9
- Britta Jürgs (Hrsg.): Leider hab ich's Fliegen ganz verlernt. Portraits von Künstlerinnen und Schriftstellerinnen der Neuen Sachlichkeit, Grambin; Berlin: AvivA Verlag, 2000, ISBN 978-3-932338-09-0 und ISBN 3-932338-09-X
- Britta Jürgs (Hrsg.): Oh große Ränder an meiner Zukunft Hut! Portraits surrealistischer Künstlerinnen und Schriftstellerinnen, Grambin; Berlin: AvivA Verlag, 1997, ISBN 3-932338-00-6
- Britta Jürgs (Hrsg.): Sammeln nur um zu besitzen? Berühmte Kunstsammlerinnen von Isabella d'Este bis Peggy Guggenheim, Grambin; Berlin: AvivA Verlag, 2000, ISBN 978-3-932338-10-6
- Britta Jürgs (Hrsg.): Vom Salzstreuer bis zum Automobil: Designerinnen. Grambin; Berlin: AvivA Verlag, 2002, ISBN 978-3-932338-16-8
- Britta Jürgs (Hrsg.): Wie eine Nilbraut, die man in die Wellen wirft. Portraits expressionistischer Künstlerinnen und Schriftstellerinnen, Grambin; Berlin: AvivA Verlag, 1998, ISBN 978-3-932338-04-5